# Tomșani (Prahova megye)
Tomșani község Prahova megyében, Munténiában, Romániában.  A hozzá tartozó települések: Loloiasca, Măgula és Sătucu.

## Fekvése
A megye délkeleti részén található, a megyeszékhelytől, Ploieşti-től, huszonhat kilométerre keletre, egy 95-120 méter magas fennsíkon, mely átmenetet képez a Szubkárpátok dombságainak legdélibb részei és a Román-aldöld, Bărăganului síkságának északi területei között. 
A község nyugati területein folyik a Călmățui patak, mely érinti Tomșani és Măgula falvakat valamint két tavat is létrehoz, összesen tizenhét hektáros területen.

## Történelem
II. Mihály havasalföldi fejedelem idejében egy csapat katona telepedett itt le, akik Tomșa nevű kapitányuk után, Tomșani névre keresztelték az általuk alapított falut. A település 1884-től községközpont.
1925-ben Prahova megye Cricov járásához csatolták, összesen 2554 lakossal. A község ekkor Cioceni, Loloiasca, Magula, Sătucu és Tomșani falvakból állt. 1931-ben Loloiasca önálló községi rangot kapott, Cioceni falut pedig 1945-ben Albești-Paleologu községhez csatolták.
1950-ben közigazgatási átszervezés alapján, Tomșani és Loloiasca községek a Prahova-i régió Urlați rajonjához kerültek, majd 1952-ben a Ploiești régió Mizil rajonjához csatolták őket. 
1968-ban ismét megyerendszert vezettek be az országban, a község az újból létrehozott Prahova megye része lett. Ekkor veszítette el községközponti státuszát Loloiasca és került ismét Tomșani irányítása alá.

## Lakossága
A nemzetiségi megoszlás a következő:
| 2002     | 2002 | 2002   |
| -------- | ---- | ------ |
| Románok  | 4607 | 99,48% |
| Romák    | 24   | 0,51%  |
| Összesen | 4631 | 100,0% |

## Külső hivatkozások
- A település honlapja
- A településről
- asociatiaturismprahova.ro Archiválva 2016. július 12-i dátummal a Wayback Machine-ben
- 2002-es népszámlálási adatok
- Marele Dicționar Geografic al României